# Meghan Trainor
Meghan Elizabeth Trainor (født 22. december 1993) er en amerikansk sangerinde, sangskriver og producer.

## Karriere
Hun begyndte at skrive sange, da hun var 11år og begyndte at producere dem på sin computer to år senere. Som 18-årig underskrev Trainor en sangskrivningsaftale med Big Yellow Dog Music, hvor hun skrev sange for Rascal Flatts og Disney-stjernen Sabrina Carpenter. I 2011 skrev hun og udgav to album, I'll Sing with You og Only 17.
Trainor blev berømt med sin debutsingle "All About That Bass" fra 2014, der toppede den amerikanske Billboard Hot 100 i otte på hinanden følgende uger og toppede hitlisterne i andre lande som Australien, New Zealand, Canada, Tyskland og Storbritannien.
I slutningen af 2014 annoncerede Trainor sin første turné, That Bass Tour, som blev indledt den 11. februar 2015 i Vancouver, Canada og afsluttedes den 20. marts 2015 i Nashville, Tennessee. En opfølgende turné senere på året måtte aflyses, da hun havde overanstrengt sin stemme.
I begyndelsen af 2016 fortalte Trainor, at hendes næste album næsten var færdig og ville udkomme 4. marts samme år.

## Diskografi
- Meghan Trainor (2009)
- I'll Sing with You (2011)
- Only 17 (2012)
- Title (2015)
- Thank You (2016)
- Treat Myself (2018)